# سیارک ۲۴۴۶۴
سیارک ۲۴۴۶۴ (به انگلیسی: 24464 Williamkalb، نامگذاری:2000SX124) بیست و چهار هزار و چهارصد و شصت و چهارمین سیارک کشف شده‌است که در ۲۴ سپتامبر ۲۰۰۰ کشف شد.
قدر مطلق سیارک برابر ۱۸.۶ است.